# Machar
Machar to gmina (ang. township) w Kanadzie, w prowincji Ontario, w dystrykcie Parry Sound.
Powierzchnia Machar to 184,37 km².
Według danych spisu powszechnego z roku 2001 Machar liczy 849 mieszkańców (4,60 os./km²).